# Восточний (Благоварський район)
Восто́чний (рос. Восточный, башк. Восточный) — присілок (в минулому селище) у складі Благоварського району Башкортостану, Росія. Входить до складу Кашкалашинської сільської ради.
Населення — 297 осіб (2010; 276 в 2002).
Національний склад:
- башкири — 64 %

Стара назва — селище Восточне отділення совхоза Благоварський.